# Rocky Lake Provincial Park
Rocky Lake Provincial Park är en park i Kanada.   Den ligger i provinsen Manitoba, i den centrala delen av landet, 2 100 km väster om huvudstaden Ottawa. Rocky Lake Provincial Park ligger 259 meter över havet.
Terrängen runt Rocky Lake Provincial Park är platt. Trakten runt Rocky Lake Provincial Park är nära nog obefolkad, med mindre än två invånare per kvadratkilometer.. 
I omgivningarna runt Rocky Lake Provincial Park växer i huvudsak blandskog.